# Lestelle-Bétharram
Lestelle-Bétharram település Franciaországban, Pyrénées-Atlantiques megyében. Lakosainak száma 795 fő (2022. január 1.). Lestelle-Bétharram Saint-Pé-de-Bigorre, Asson, Igon és Montaut községekkel határos.

## Népesség
A település népességének változása:
| Lakosok száma | 857  | 850  | 966  | 831  | 828  | 825  | 821  | 803  | 795  |
|               | 2013 | 2015 | 2016 | 2017 | 2018 | 2019 | 2020 | 2021 | 2022 |